# Barbara Bennett
Barbara Bennett, född 13 augusti 1906 New Jersey i USA, död 8 augusti 1958 i Montréal i Kanada, var amerikansk skådespelare. Hon var dotter till skådespelarna Richard Bennett och Adrienne Morrison samt syster till skådespelarna Constance och Joan Bennett.

## Filmografi (i urval)
- 1930 – Love Among the Millionaires
- 1929 – Mother's Boy
- 1929 – Nöjenas gata
- 1927 – Black Jack